# 中华人民共和国各省级行政区最高峰列表

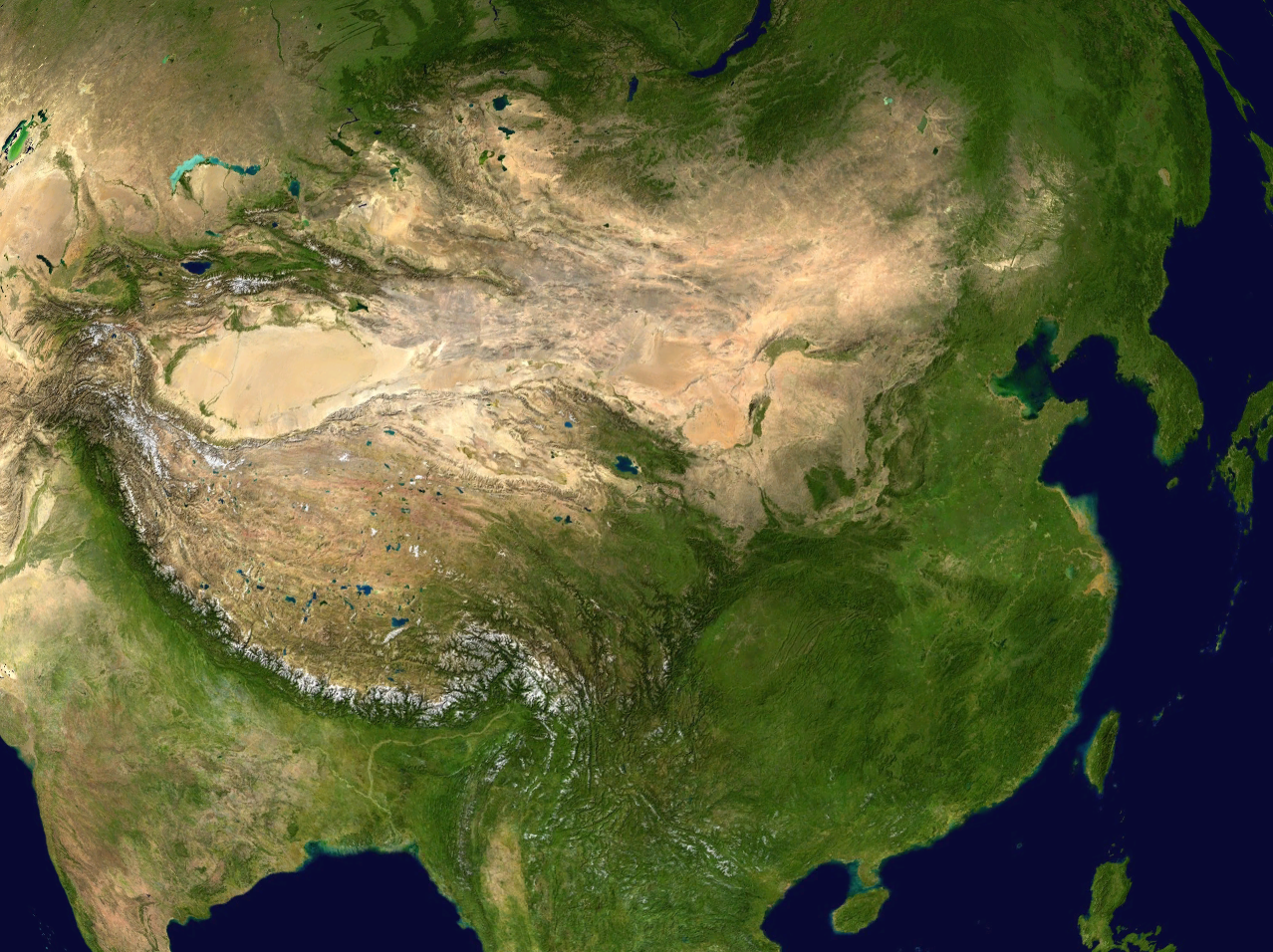
中国地形卫星图像

中华人民共和国国土面积有2/3为山地，境内山脉众多，以东西向、东北－西南走向为主，也有一些南北走向的山脉。中国山脉常常构成不同地形区、不同行政区的分界线。中国的四大高原为青藏高原、内蒙古高原、黄土高原和云贵高原，均集中在地势第一、第二阶梯上，其中青藏高原面积达国土面积的1/4，平均海拔4000米以上。中国的丘陵地带则主要集中在东部，有辽东丘陵、山东丘陵、东南丘陵等。
本列表统计中国各省级行政区的最高峰，包括省、直轄市、自治區和特別行政區。

## 列表
表示该山峰横跨两个中国省级行政区。
 表示该山峰位于中国国境线上，有一部分位于邻国境内。
| #     | 省级行政区                    | 名称               | 海拔（米） | 所属山脉     | 坐标                              | 简介 | 参考                        |
| ----- | ----------------------------- | ------------------ | ---------- | ------------ | --------------------------------- | --- | --------------------------- |
| 1     | 西藏自治区                    | 珠穆朗玛峰         | 8848.86    | 喜马拉雅山脉 | 27°54′N 86°54′E / 27.9°N 86.9°E   | 世界海拔最高的山峰，屹立在青藏高原、中国与尼泊尔边境线上，北侧位于中国西藏定日县境内，南部在尼泊尔境内。山体常年冰雪覆盖，山顶冰雪层厚度为3.50±0.1米，夏季最高温约-19°C。当地人将珠穆朗玛峰视作神山，尊其为圣母峰。                                  | [ 3 ] [ 4 ]                 |
| 2     | 新疆维吾尔族自治区            | 乔戈里峰           | 8611       | 喀喇昆仑山脉 | 35°54′N 76°30′E / 35.9°N 76.5°E   | 世界海拔第二高的山峰，处在中国新疆与巴基斯坦吉尔吉特-巴尔蒂斯坦省的克什米尔地区，若从山脚测量则高度为4570米。该地区经常有大型风暴，因此登顶者死亡率远超珠穆朗玛峰。                                                                                  | [ 5 ]                       |
| 3     | 四川省                        | 贡嘎山             | 7508.9     | 横断山脉     | 29°36′N 101°48′E / 29.6°N 101.8°E | 地处亚热带季风气候区，为大雪山主峰。在长期冰川作用下，该山主峰演变为锥状大角峰，四周充斥着60°－70°的峭壁。贡嘎山周围有6000米级卫峰45座，与四川盆地底部之间的高差达7000米。                                                                           | [ 6 ] [ 7 ]                 |
| 4     | 青海省                        | 布喀达坂峰         | 6860       | 昆仑山脉     | 36°00′N 90°54′E / 36.0°N 90.9°E   | 位于可可西里新疆与青海交界处，别名“新青峰”，四周有数座6000米级的山峰。布喀达坂峰常年积雪覆盖，雪线平均海拔5550米，有冰川53条，在山峰南坡的冰川下有温泉带。                                                                                           | [ 8 ] [ 9 ]                 |
| 5     | 云南省                        | 梅里雪山卡瓦格博峰 | 6740       | 横断山脉     | 28°24′N 98°36′E / 28.4°N 98.6°E   | 位于云南省迪庆藏族自治州西北部德钦县与西藏自治区林芝市察隅县交界处，是藏区八大神山之首，每年秋末冬初吸引大量香客前来朝拜。1991年的一起山难造成17名登山者死亡。2000年，德钦县正式立法，为尊重当地文化信仰，禁止攀登卡瓦格博峰，该山至今无人成功登顶。 | [ 10 ] [ 11 ] [ 12 ] [ 13 ] |
| 6     | 甘肃省                        | 走廊南山素珠链峰   | 5547       | 祁连山脉     | 39°12′N 98°30′E / 39.2°N 98.5°E   | 又名“祁连峰”，位于肃南裕固族自治县境内。山体为大面积冰川覆盖，外观呈念珠状，故又名素珠链峰。该地属高寒半干旱气候，年平均气温约5℃－9℃，降雨集中在6月至10月，冰冻期为11月至次年4月。                                                                   | [ 14 ]                      |
| 7     | 陕西省                        | 太白山拔仙台       | 3767       | 秦岭         | 34°00′N 107°48′E / 34.0°N 107.8°E | 太白山国家森林公园是中国海拔最高的国家森林公园，其主峰是第四纪冰川活动中心，南北两侧分布着6个冰斗、冰蚀湖泊，其中北侧山顶湖泊“大爷海”面积6818平方米，是中国海拔最高的高山湖泊。                                                                      | [ 15 ]                      |
| 8&9   | 宁夏回族自治区、 内蒙古自治区 | 敖包圪瘩           | 3556       | 贺兰山       | 38°54′N 106°12′E / 38.9°N 106.2°E | 贺兰山的山地海拔高度多在2000－3000米之间，主峰敖包圪瘩位于银川西北地区、贺兰山脉中部哈拉乌北沟底。 | [ 16 ] [ 17 ]               |
| 10    | 湖北省                        | 神农顶             | 3106.2     | 大巴山       | 31°36′N 110°30′E / 31.6°N 110.5°E | 面积约2平方千米，拥有全球中纬度地区唯一保存完好的亚热带森林生态系统，动植物资源丰富，生有箭竹、冷杉、杜鹃花等植物。山顶终年积雪、云雾缭绕，只在夏秋交替之际放晴。                                                                                    | [ 18 ]                      |
| 11    | 山西省                        | 五台山北台顶       | 3061       | 太行山脉     | 39°00′N 113°30′E / 39.0°N 113.5°E | 又名“叶斗峰”，位于台怀镇以北10千米，面积400余亩，是华北地区最高峰。其山巅呈马鞍状，山顶有常年不化之冰，终年大雾弥漫，时常刮风。北台顶还有隋朝时期修成的灵应寺和面积300平方米的黑龙池。                                                               | [ 19 ]                      |
| 12    | 贵州省                        | 韭菜坪             | 2900.6     | 乌蒙山       | 26°54′N 104°42′E / 26.9°N 104.7°E | 韭菜坪位于大湾镇与珠市彝族乡附近，得名于山顶成片的野生韭菜多星韭，平均气温常年在17.8-22.4°C的范围内，避暑旅游业发达。 | [ 20 ]                      |
| 13    | 河北省                        | 小五台山东台       | 2882       | 太行山脉     | 40°00′N 115°12′E / 40.0°N 115.2°E | 小五台山共东、西、南、北、中台五座海拔2600米以上的主要山峰，其中东台最高，为太行山主峰。小五台山属于国家级自然保护区，内有暖温带森林生态系统和褐马鸡等动植物。                                                                                       | [ 21 ]                      |
| 14    | 重庆市                        | 阴条岭             | 2796.8     | 梁子山       | 34°36′N 119°36′E / 34.6°N 119.6°E | 地处巫溪县境内的阴条岭国家级自然保护区，为神农架延伸山脉——巫溪县东北部界梁子山的主峰，属北亚热带山地森林生态系统。重庆第二高峰兰英寨距离阴条岭不到一千米。                                                                                           | [ 22 ]                      |
| 15    | 吉林省                        | 长白山白云峰       | 2691       | 长白山脉     | 42°00′N 128°06′E / 42.0°N 128.1°E | 东北地区最高山峰，位于白山市抚松县东南方向，在长白山天池的西侧，南邻玉柱峰，北距兰盘峰1260余米，为长白山保护开发区的一部分。 | [ 23 ] [ 24 ] [ 25 ]        |
| 16    | 河南省                        | 老鸦岔垴           | 2413.8     | 秦岭         | 34°24′N 110°30′E / 34.4°N 110.5°E | 位于灵宝市故县镇，处于小秦岭国家级自然保护区中，是小秦岭山脉的一部分。其高差较大，植被垂直分布特征明显，是河南省内特有种最丰富的区域。 | [ 26 ] [ 27 ]               |
| 17    | 北京市                        | 东灵山             | 2303       | 燕山山脉     | 39°54′N 115°30′E / 39.9°N 115.5°E | 位于门头沟区清水镇、聚灵峡景区以北12千米，为灵山自然风景区的一部分。东灵山属于温带大陆性季风气候，经构造侵蚀形成高山地貌，有天然森林和华北最大的亚高山草甸，是北京唯一一处牦牛与新疆细毛羊繁育基地。                                                 | [ 28 ] [ 29 ]               |
| 18&19 | 福建省、 江西省               | 黄岗山             | 2160.8     | 武夷山脉     | 27°48′N 117°36′E / 27.8°N 117.6°E | 又名“黄冈山”，位于世界文化和自然双重遗产武夷山的中北部。山上海拔1950-2150米处有草甸数千余亩，生有忘忧草和萱草，后者花开黄色，“黄岗山”故得名于此。 | [ 30 ] [ 31 ]               |
| 20    | 广西壮族自治区                | 猫儿山             | 2141.5     | 南岭         | 25°54′N 110°24′E / 25.9°N 110.4°E | 位于兴安县与资源县交界处，是越城岭的主峰，也是华南地区最高峰，占地267平方千米。其峰顶的巨石形似蹲伏的猫头，故得名猫儿山。该山是漓江、资江、浔江的发源地，海拔1600米-1800米之间为华南铁杉林，海拔1600米以下是原始森林。                               | [ 32 ]                      |
| 21    | 湖南省                        | 酃峰               | 2115.2     | 罗霄山脉     | 26°18′N 114°00′E / 26.3°N 114.0°E | 又名“斗笠峰”、“斗笠顶”、“神农峰”，位于株洲市炎陵县东南角的下村乡酃峰村景区与梨树洲景区内，是井冈山的一部分、罗霄山脉第二高峰。酃峰拥有大片原始森林和草原，山上长有云锦杜鹃。                                                                         | [ 33 ] [ 34 ]               |
| 22    | 浙江省                        | 黄茅尖             | 1929       | 武夷山脉     | 27°48′N 119°12′E / 27.8°N 119.2°E | 黄茅尖是长江三角洲最高峰，属于龙泉山山地，为洞宫山脉主峰。山上生有鹅掌楸等植物。 | [ 35 ]                      |
| 23    | 广东省                        | 石坑崆             | 1902       | 南岭         | 24°48′N 113°06′E / 24.8°N 113.1°E | 位于清远阳山县东北部，处在中国热带与亚热带的地理分界线上。登山沿途可见广东松和“天南第一龙”等景色。峰顶由一块巨型花岗岩组成，东南、西北边均为近乎直角的绝壁。                                                                                         | [ 36 ] [ 37 ]               |
| 24    | 安徽省                        | 黄山莲花峰         | 1864.7     | 天目山       | 30°12′N 118°12′E / 30.2°N 118.2°E | 黄山是世界文化和自然双重遗产，峰岩以花岗岩为主，色泽青黑。黄山共有三座主峰，从高到低依次为莲花峰、光明顶和天都峰，其中莲花峰和天都峰构成以玉屏楼为中心的玉屏景区。                                                                                   | [ 38 ] [ 39 ]               |
| 25    | 海南省                        | 五指山主峰         | 1867       | 五指山       | 18°54′N 109°42′E / 18.9°N 109.7°E | 五指山脉呈东北-西南走向，长15千米，是万泉河、陵水河与昌化江的发源地，拥有大片热带雨林，以及摩崖石刻、温泉等。其“五指”中的第二指为主峰。 | :376                        |
| 26    | 黑龙江省                      | 大秃顶子山         | 1690       | 长白山脉     | 44°30′N 128°12′E / 44.5°N 128.2°E | 位于五常市东南170公里处，与海林市接壤，是牤牛河的发源地。其峰顶平缓，山体由低矮草木覆盖。 | :151                        |
| 27    | 山东省                        | 泰山玉皇顶         | 1524       | 不適用       | 36°06′N 117°06′E / 36.1°N 117.1°E | 泰山为中国“五岳”之首，是古代帝王的封禅地。最高点本名“太平顶”，其上建有玉皇庙，内供奉着明代铜铸的玉皇大帝像，故世人称泰山峰顶为玉皇顶。山上有旭日东升、晚霞夕照、黄河金带、云海玉盘四大景观。                                                         | [ 44 ]                      |
| 28    | 辽宁省                        | 岗山               | 1347       | 长白山脉     | 41°42′N 125°24′E / 41.7°N 125.4°E | 位于辽宁省东部长白山支脉——龙岗山的南麓，地处岗山国家森林公园范围内，距离新宾满族自治县新宾镇40千米。该山亦是吉林省、辽宁省的界山。 | [ 45 ] [ 46 ] [ 47 ]        |
| 29    | 天津市                        | 九山顶             | 1078.5     | 不適用       | 40°12′N 117°30′E / 40.2°N 117.5°E | 九山顶位于天津市蓟县和河北省兴隆县交界处的九山顶自然风景区，为18亿年前中上元古界海底沉积岩地貌。 | [ 48 ] [ 49 ]               |
| 30    | 香港特别行政区                | 大帽山             | 957        | 不適用       | 22°24′N 114°06′E / 22.4°N 114.1°E | 别称“大雾山”，位于新界，属于死火山区域。山上生长有野百合等保护植物。 | [ 50 ]                      |
| 31    | 江苏省                        | 花果山玉女峰       | 624.4      | 不適用       | 34°36′N 119°36′E / 34.6°N 119.6°E | 花果山玉女峰位于连云港市南部、云台山中麓，亦称“青峰顶”，是云台山脉的主峰，山顶修有迎曙亭。该山古时为黄海岛屿，直到18世纪才与大陆相连。 | [ 51 ]                      |
| 32    | 澳门特别行政区                | 叠石塘山           | 170.6      | 不適用       | 22°06′N 113°36′E / 22.1°N 113.6°E | 位于澳门南部、路环岛中部，为澳门最大的山体。山顶竖有19.99米高的妈祖像，被印在澳门10元纸币上。 | [ 52 ] [ 53 ] [ 54 ]        |
| 33    | 上海市                        | 大金山岛主峰       | 103.7      | 不適用       | 30°42′N 121°24′E / 30.7°N 121.4°E | 大金山岛位于金山区杭州湾，过去曾有部队驻扎，现为上海市最大的无人岛，面积0.23平方千米，植被丰富。 | [ 55 ] [ 56 ]               |